# Enseignes en pierre sculptée à Liège

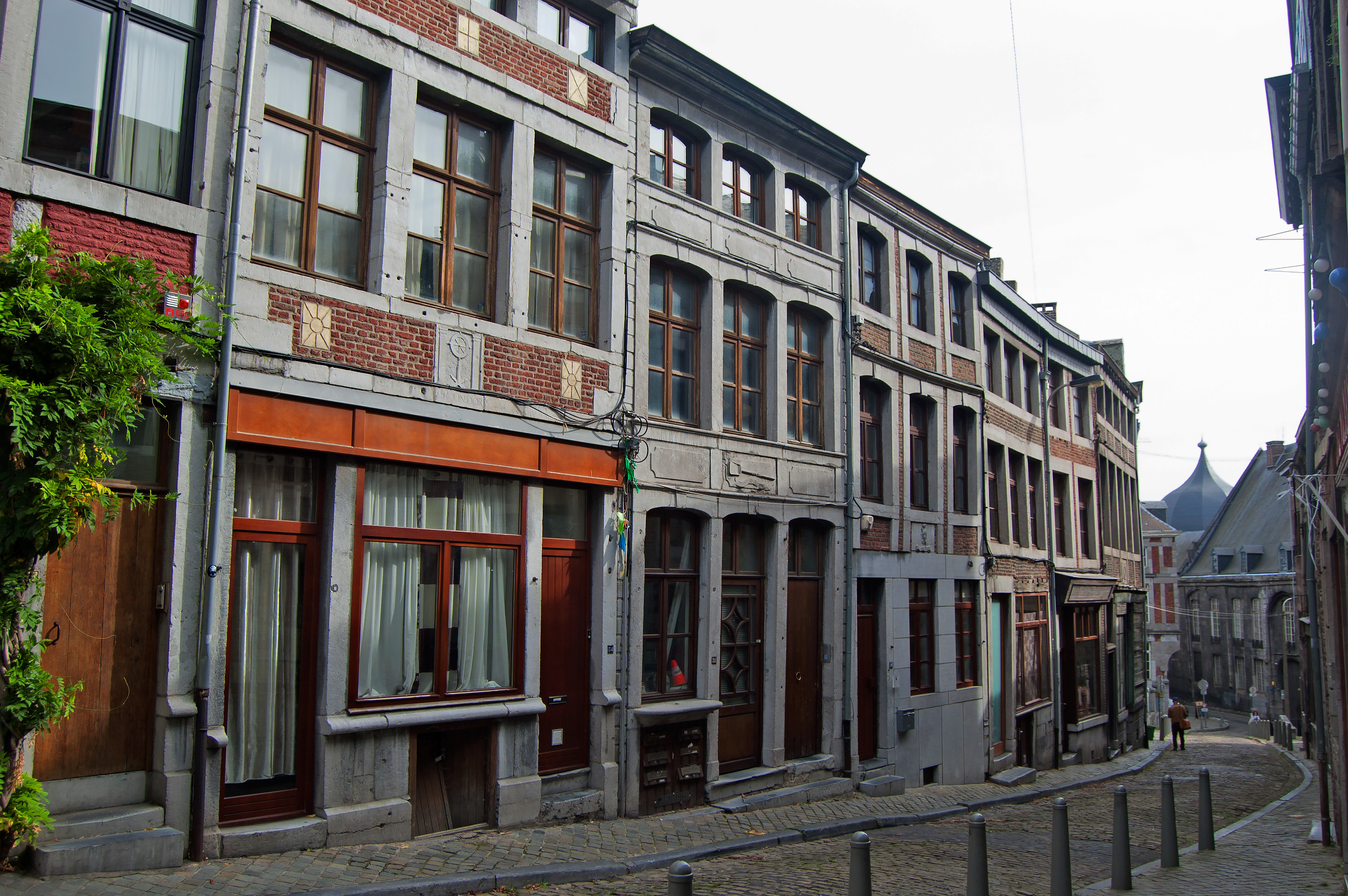
Bloc de six maisons du XVIIIe siècle du bas de la rue Pierreuse, dont quatre sont pourvues d'une enseigne.

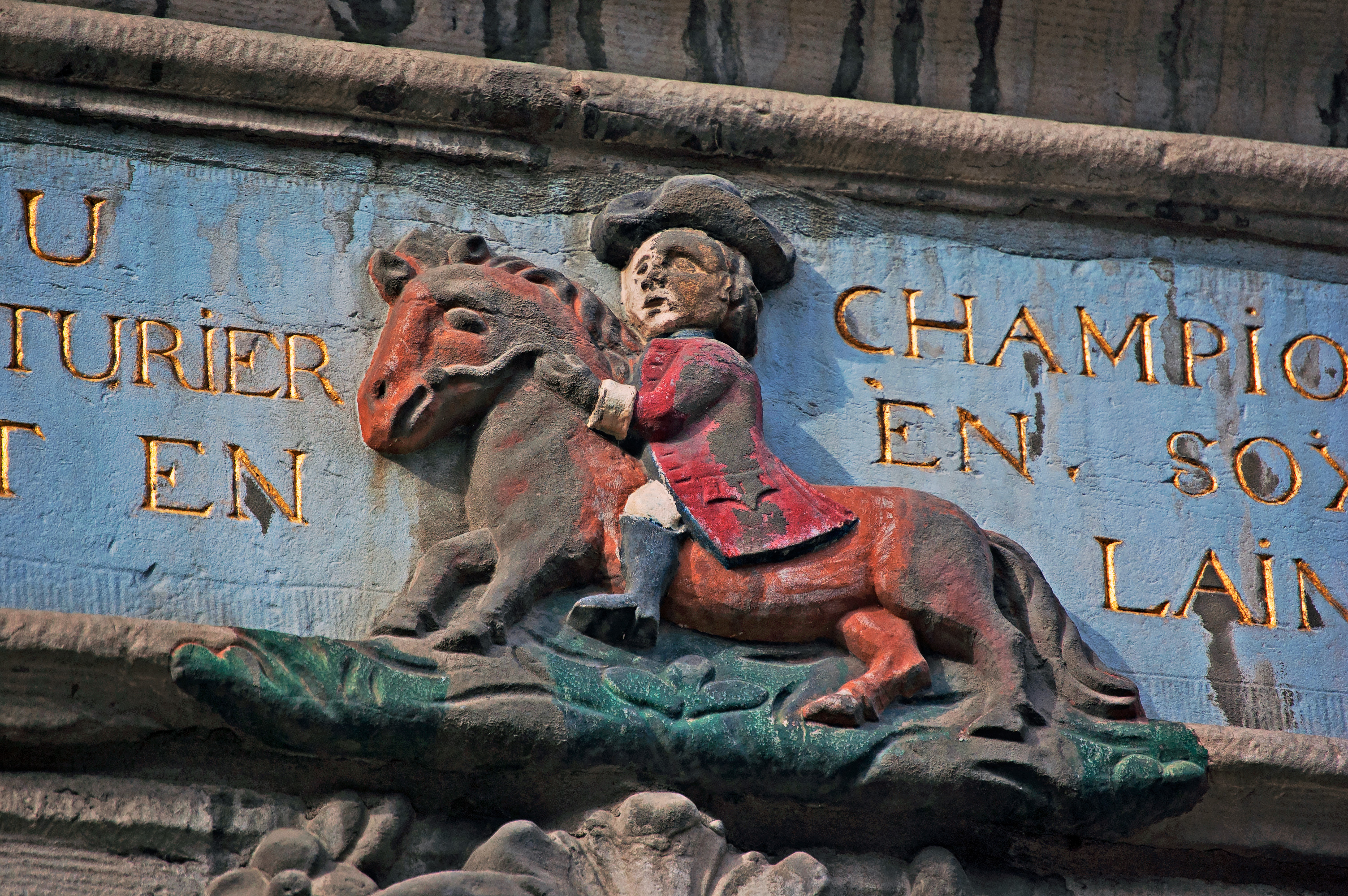
Détail du cavalier de l'enseigne du Champion, rue Hors-Château no 57.

Les enseignes en pierre sculptées à Liège sont un ensemble d'enseignes incluses essentiellement aux XVIIe et XVIIIe siècles en tant que pierre de pignon dans les façades de maisons de la ville de Liège, Belgique, et indiquant le domonyme, c'est-à-dire le nom des maisons concernées.
Comme dans toute ville ancienne, les établissements de Liège étaient pourvus de nombreuses enseignes, faites principalement soit de bois, de métal ou de pierre. Elles étaient essentiellement utilisées en l'absence de numérotation des maisons et parce que l'essentiel de la population était illettré, ayant besoin de repères visuels. Le fait que les enseignes de pierre faisaient partie intégrante du parement de la façade a contribué à leur pérennité.

## Historique
Il est à supposer que les enseignes en saillie devinrent trop nombreuses et entravaient la circulation dans les rues étroites car, par son mandement du 17 juillet 1657, le prince-évêque Maximilien-Henri de Bavière ordonna que « toutes les enseignes des maisons, au lieu d'être suspendues, fussent retirées et appliquées contre les murailles dans le terme d'un mois, à peine d'une amende de dix florins d'or et d'être, les dites enseignes, démolies aux frais des propriétaires ou locataires ». C'est à partir de cette date que les enseignes en pierre sculptée vont faire leur apparition dans la ville de Liège.
En 1691, sur ordre de Louis XIV qui voulait punir le prince-évêque d'avoir adhéré à la Ligue d'Augsbourg, le maréchal français Boufflers bombarde la ville. Un cinquième des habitations sont alors détruites dont l'hôtel de ville, une douzaine d'églises, ainsi que toutes les habitations situées entre la place du Marché et la Meuse. La plupart des enseignes antérieures à 1691 n'ont pas survécu à ce bombardement mais la reconstruction est rapide et les enseignes font alors partie intégrante de la façade.
Au fil des siècles, les enseignes restant en situation ont perdu leurs couleurs. Au XXIe siècle cependant, nombreuses sont celles étant régulièrement restaurées dans leur état originel.

## Toponymie et patronyme
Les enseignes ont eu une influence sur les noms de rues. En effet, certaines ont pris le nom de l'enseigne située sur une de leurs habitations telle que l'impasse de l'Ange, la rue Bonne Fortune, la rue de la Casquette, l'impasse de la Couronne, la rue de la Clef, l'impasse du Cygne, la rue de l'Épée, la rue du Mouton Blanc, la rue du Pâquier, la rue du Pot d'Or, la rue de la Poule, la rue de la Rose, la rue Salamandre, la rue de la Sirène, la rue Tête-de-Bœuf, la rue du Vertbois, l'impasse de la Vignette, la rue de la Violette, ou encore la rue Volière.
Elles ont aussi donné leur nom à des familles : Loys dit de l'Anneau d'Or (À l'Anneau d'or), Jehan du Château (Au Château de Bouillon), Marie et Ida du Cheval (Au Cheval blanc), Guy delle Coyne de Chierf (À la Corne de Serf), Lacroix (À la Croix d'or), Jehan le Sauvage (À l'Homme sauvage), Beaudouin du Marteau (Au Marteau d'or), ou encore Strivay (Au Strivau).

## Enseignes visibles
Inclut les enseignes toujours présentes au XXIe siècle dans la façade d'un bâtiment. On les retrouve pour la plupart dans leur façade d'origine, mais aussi à des emplacements postérieurs si la maison a été démolie ou si sa façade a été démontée et remontée ailleurs. On trouve ces dernières autant à front de rue que dans des endroits cachés du public.
| Image externe |                                              |
|               | Illustration par Charles Bury de l'enseigne. |

| 16 30 |

| 17 A L'ANGE DOR LAN 59 |

| [illisible] GE ' [illisible] 40 |

| A L'ANNEAU D'OR |

| 17 A L'ANNEAU D'OR 23 |

| ANNO 1754    |
| AL·ANEAU·DOR |

| Image externe |                   |
|               | Bâtiment en 1942. |

| Image externe |                   |
|               | Enseigne en 1955. |

| A L'ANNEAU D'OR 1767 |

| 16 37 |

| A L'ARBRE D'OR |

| L D |

| 18 (17) 78 (38) |
| LA BARBE DOR    |

| A V       |
| BON LOGIS |

| AV CALICE D'OR 1737 |

| Image externe |                   |
|               | Bâtiment en 1955. |

| Image externe |                   |
|               | Enseigne en 1955. |

| AV CANON DOR |

| LE CERF ROUGE |
| 1724          |

| AU CHAMPION           |
| TEINTURIER 'EN' SOŸE, |
| ET EN LAINES          |

| 17 AU CHAPEAU DE FER 39 |

| ANNO 1748                        |
| AV CHATEAV DE BOVILLON BRASSINNE |

| AU CHATEAU DE FRANCHIMONT |

| AU CHATEAU DE STOCKHEM |

| Image externe |                |
|               | Au Cheval blan |

| AU CHEVAL BLAN ·1692· |

| AV CHEVAL BLANC 1736 |

| Image externe |                                              |
|               | Illustration par Charles Bury de l'enseigne. |

| 17 AV CIGNE 26 |

| AU CIGNE P·HOGGE |

| AV-CIGNE-1690 |

| A CINE BLAN 1625 |

| AV COCQ D'OR |

| Image externe |                            |
|               | Cœur traversé d'une flèche |

| 1674 |

| A LA CORNE DE SERF 1691 |

| Image externe |                                                                 |
|               | Bâtiment dans sa situation initiale après restauration en 1955. |

| 17 · A LA COURONNE DE FER · 57 |

| AU CROISSANT |

| A LA CROIX BLANCHE |

| Image externe |                   |
|               | Enseigne en 1945. |

| AU DRAGON DOR 1738 |

| En·la·xv·et·xlv·fut edifie·cest·edifis |

| G·DEMEFFEDITCAPION·ET·IOHAN |
| MICHE·BVRCMVMRE             |
| DELA·CITE                   |
| EN·LAN XVcET·XLIIII         |

| 16 91 |

| 16 65       |
| A L'ESPINET |

| 17 18           |
| A LETOI LLE DOR |

| AV FAIR DE CHEVAL 1691 |

| Image externe |                                              |
|               | Illustration par Charles Bury de l'enseigne. |

| AV FER DE CHEVAL |

| AU·FER DU·CHEVAL |
| 17 52            |

| Image externe |                   |
|               | Bâtiment en 1955. |

| Image externe |                   |
|               | Enseigne en 1955. |

| 16 92 |

| 17·A LA FOLIE ORIGINELLE·06 |
| REPARE LAN 1716             |

| 17 A LA FONTAINE D'OR 32 |

| AU GLAND D'OR 1750 |

| 17 52             |
| A L'HOMME SAUVAGE |

| EDIFIE L'AN 1764           |
| CETTE PLACE APPARTIENT     |
| AU BON MÉTIER DES TANNEURS |
| L'AN 1452                  |

| AUX JARDINS DES OLIVETTES · 1695 |

| A LA LANCE D'OR |

| 1703 |

| 17 AV LION BLANC 36 |

| AU LION D'OR 1743 |

| AU LION D'OR 1757 |

| AU LION ROUGE |

| 17 · AV LION ROUGE · 62 |

| 17 A LA MAIN D'OR-29 |

| MAISON DELLE CORONNE |

| Image externe |                  |
|               | Marteau couronné |

| 17 64 |

| AV MARTEAV DOR CORONE |

| A.MOLIN.D'OR |

| Image externe |                                              |
|               | Illustration par Charles Bury de l'enseigne. |

| 17 [illisible]    |
| AU MONDE RETOURNE |

| 17 AV MORIANE 26 |

| AV MORIANE |

| ANNO |

| 1693 |

| 17 19      |
| AV MORIANE |

| 17 AU MOULIN A PAPIER 43 |

| 17·AV·MOUTON·NOIR·20 |

| 16 52         |
| A NOIR MOVTON |

| AU PARADIS TERRESTRE |

| 1687             |
| L G              |
| AV · PERON · DOR |

| 17 56 |

| A LA POMME D'OR |
| 17 63           |

| AV POT DOR |

| A LA ROSE D'OR |

| J.P. COUNA MARCHANT D'ARME |
| A LA ROSE D'OR             |

| 16 80 |

| LA SAMARITAINE |

| AV SAMSON 1717 |

| AU·SOLIEL DOR·1739 |

| 17 AU STRIVAU 13 |

| A LA TASSE DARGENS |

| À LA TÊTE D'OR. |

| 17 50         |
| A LA TÊTE DOR |

| 17 62     |
| A LA TOUR |

| Image externe |                                                                                      |
|               | Bâtiment en 1969 (le quatrième en partant de la droite après l'église Saint-Georges. |

| AUX 3 COURON NES D'OR 1759 |

| AUX 3 CYGNES 2004 |

| Image externe |                                              |
|               | Illustration par Charles Bury de l'enseigne. |

| 17 AVX 3 ROSES 44 |

| A LA VIERGE NOIRE |

| Image externe |                        |
|               | À la Ville d'Amsterdam |

| A LA VILLE DAMSTERDAM |

## Enseignes déposées
Inclut les enseignes récupérées par des institutions après la démolition de leur bâtiment. Sauf indication contraire, elles font partie des collections du musée de la Vie wallonne.
| Image externe |               |
|               | À L'Anau d'or |

| A LANAU D'OR 1741 |

| AU CERF BLANC |

| A CHAT |
| 1646   |

| Image externe |             |
|               | Cinq boules |

| 1679 |

| Image externe |                    |
|               | À la couronne d'or |

| 17 A LA COURONNE D'OR 35 |

| A LA † D OR |

| A LA      |
| CROIX DOR |

| AU DRAGON D'OR 1756 |

| A. L'ÉSPERANCE. F. GILLARD.-GILLARD. |
| 1850                                 |

| A L'ETOILE D'OR |

| 17 37                        |
| A L'ETOILE D'OR              |
| JADIS A LA COURONNE BLANCHE. |

| 17 A LA GRANDE CROIX DOR 29 |

| Image externe |                                              |
|               | Illustration par Charles Bury de l'enseigne. |

| AU MOULIN D'OR |

| AV MOVTON |
| BLAN      |

| AU MOUTON DOR |

| AV PACKIER |

| AV PARADI 1695 |

| 17 53 |

| AV SOLEIL |
| 1725      |

| A LA SALAMANDRE |
| 1632            |

| Image externe |                 |
|               | Au Saint-Esprit |

| 17·AU ST ESPRIT·50 |

| AV 3 SYGNES 1730 |

## Enseignes disparues
Inclut les enseignes ayant été détruites lors de la transformation de la façade ou la destruction complète du bâtiment. Elles sont connues parce qu'elles ont été inventoriées et conservées sous forme de dessin ou de photographie réalisés avant leur disparition.
| A L'ARBRE D'OR 1747 |

| 17 22           |
| A L'ARBRE VERT. |

| 17 89      |
| AU BARBEAU |

| ANNO 1707   |
| A LA CLOCHE |

| AV COEUR D'OR |

| AU·COEUR·D'OR |

| Image externe |                                |
|               | Illustration par Charles Bury. |

| A LA CROIX DOR |

| Image externe |                                |
|               | Illustration par Charles Bury. |

| DIEV DONNE AVX DV            |
| 16 JARDIN PARADY A LA FIN 78 |

| AU MARTEAU D'OR |

| 16 97          |
| AU MOULIN D'OR |

| AU MOUTON  |
| NOIRD 1727 |

| AU PIED D'OR |

| Stus Lucas |

| Sculpteurs Orfèvres |

| Architectes Peintres |

| AV SOLEIL D'OR |

| Image externe |                                |
|               | Illustration par Charles Bury. |

| A LA TAXHE D'OR |

| AVX 3 CLEFS D'OR |